# Oxley Highway

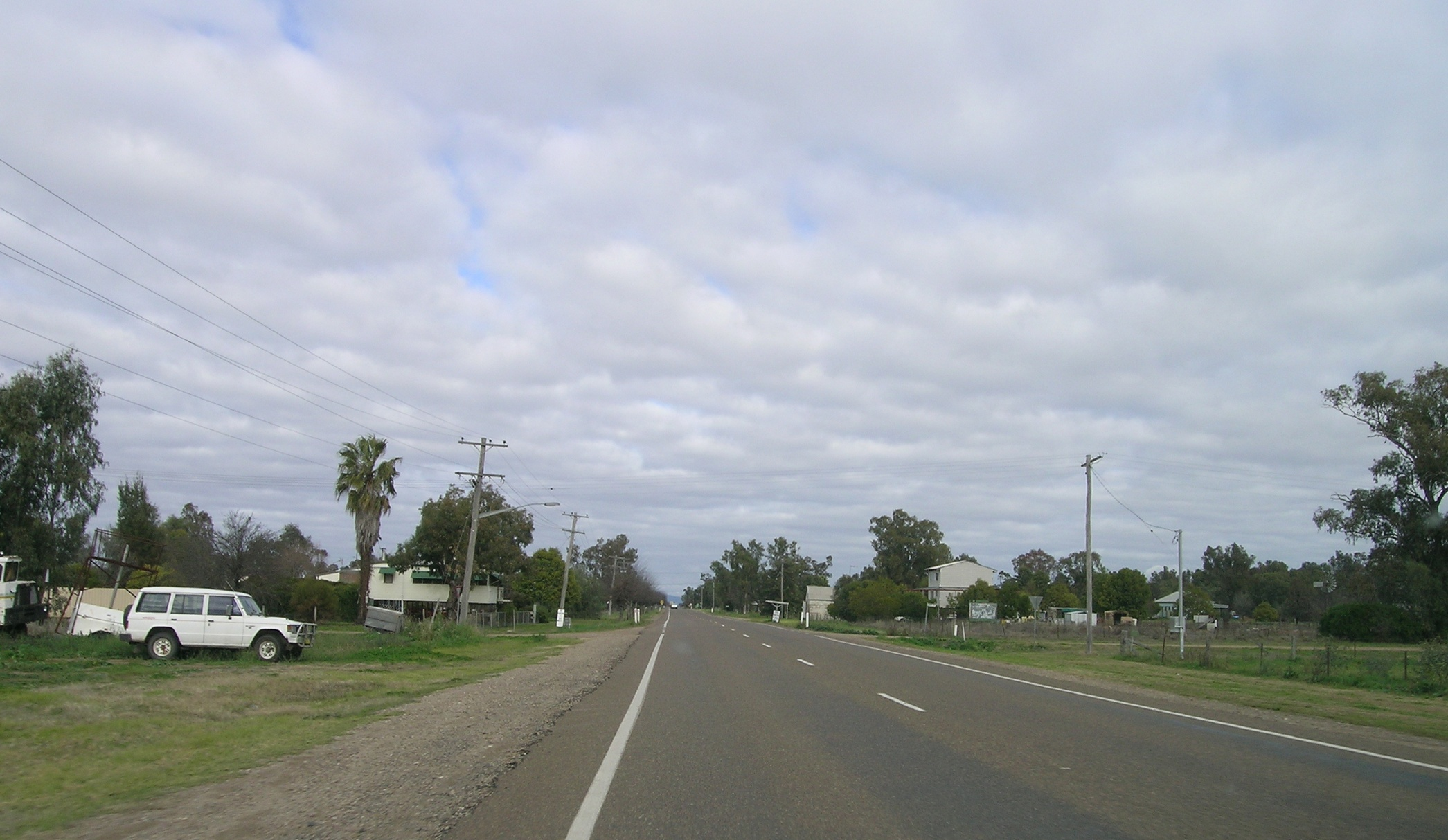
L’Oxley Highway à Carroll.

L’Oxley Highway est une route longue de 656 km de long de direction générale oues-est située en Nouvelle-Galles du Sud en Australie. Elle commence à Nevertire où elle rejoint la Mitchell Highway. Elle relie Warren, Gilgandra, Coonabarabran, Gunnedah, Carroll, Tamworth, Bendemeer, Walcha, Yarrowitch, Ellenborough, Long Flat, Wauchope et se termine à Port Macquarie au bord de la mer de Tasman. 
Elle est reliée à la Castlereagh Highway à Gilgandra, à la Newell Highway à Coonabarabran, à la New England Highway à Tamworth, avec laquelle elle reste fusionnée jusqu'à Bendemeer, à la Thunderbolts Way à Walcha, et à la Pacific Highway près de Port Macquarie. 